# 東京緑地計画
東京緑地計画（とうきょうりょくちけいかく）とは、1939年（昭和14年）につくられた大東京における緑地帯、景園地等を含む総合的な緑地計画。日本の都市計画および公園史上初めての大規模かつ具体的なマスタープランである。なお、本ページでは、東京緑地計画を端緒とした日本各地の大緑地についても述べる。

## 概要
- 戦前期に大都市の膨張に対処するため地方計画(regional planning)という広域都市計画の考え方、計画論が先進国で浸透し、1924年（大正13年）オランダ・アムステルダムで現在のIFHP(en:International_Federation_for_Housing_and_Planning)の前身である国際都市計画会議[1]において市街地外周のグリーンベルト設置、衛星都市の建設など6か条の決議が採択される[2]。
- これを受けて、日本でも地方計画を東京を対象として立案するために、1932年（昭和7年）10月に東京緑地計画協議会が結成される。これは内務省を中心に結成された協議会で、内務次官を会長に、内務省と警視庁、首都圏の府県や東京市（現在の23区に相当）、都市計画東京地方委員会によって構成された[3]。東京緑地計画の計画区域は東京50km圏、962.059haという広大なもので、日本の都市計画および公園史上初めての大規模かつ具体的なマスタープランであり、これを超えるプランは今日に至るまで出現していない。
- 協議会が計画対象とした緑地は後述のとおり、生産緑地や保存地などを含む広い観念で、結果的には発足研究されてきた公園設計標準を、新たに地方計画としてとり入れた「緑地」とあわせて総合的に都市内外の公園緑地計画の指針をうち出したものであると指摘されている。実際、東京において大緑地が都市計画および事業決定を見たときには、内務省はすでに緑地の都市計画法における法文化を決定していた。都市計画法（旧）[4]改正（昭和15年3月30日）により、第十一条の二を追加、第十六条に「緑地」の文字を加えている[5]。法律として「緑地」の用語が誕生したことは注目すべきだが、この「緑地」は、東京緑地計画協議会において十分検討されつくした地域制の「緑地」の定義とは異なるものであって、都市公園同様に公共営造物（都市施設）であるとされた。東京緑地計画図（公開緑地・共用緑地・遊園地）,東京綠地計畫大綱,東京綠地計畫協議會 ,1939年（昭和14年）東京緑地計画（環状緑地・大公園・行楽道路）計画図,東京綠地計畫大綱,東京綠地計畫協議會 ,1939年（昭和14年）

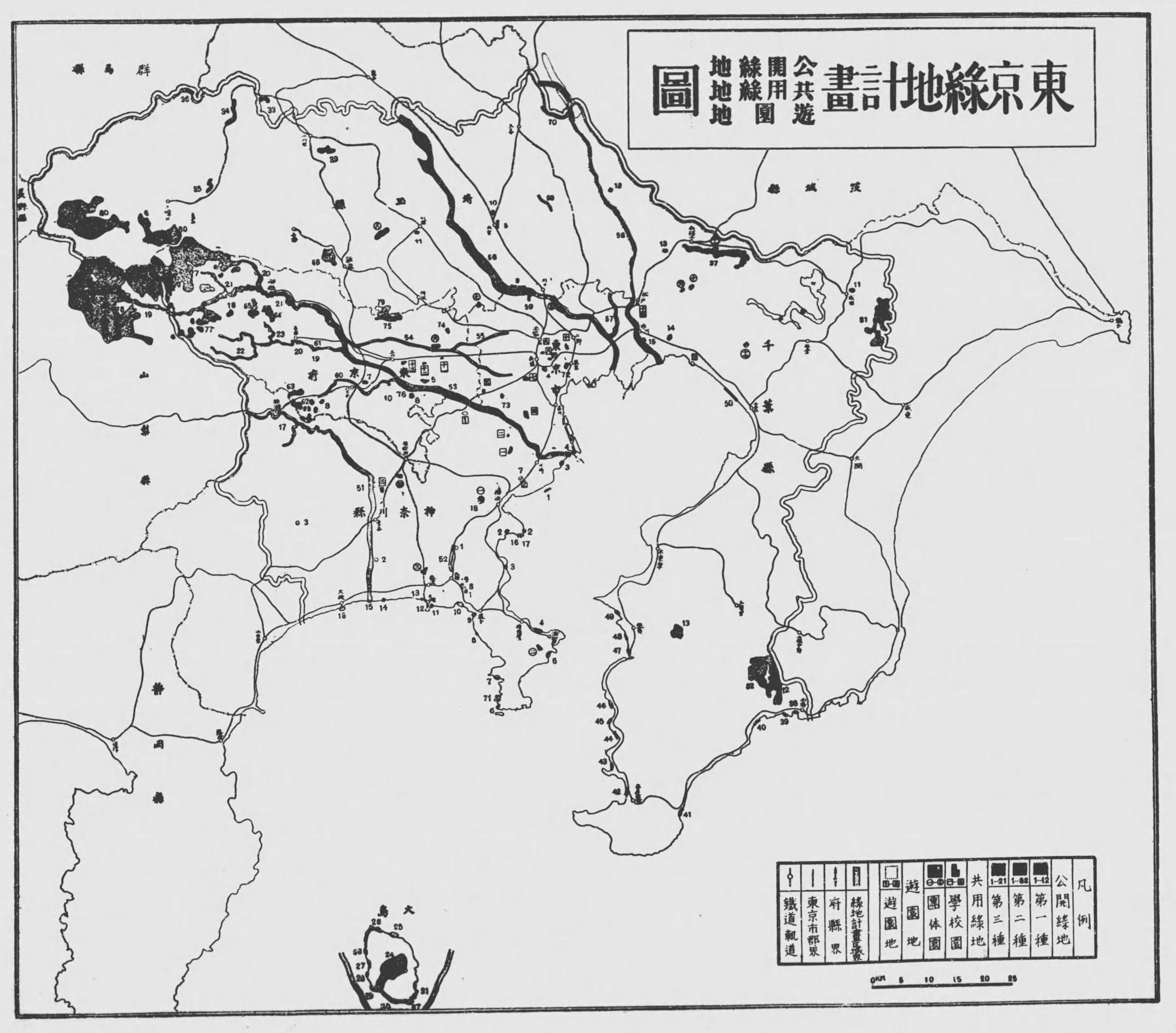
東京緑地計画図（公開緑地・共用緑地・遊園地）,東京綠地計畫大綱,東京綠地計畫協議會 ,1939年（昭和14年）

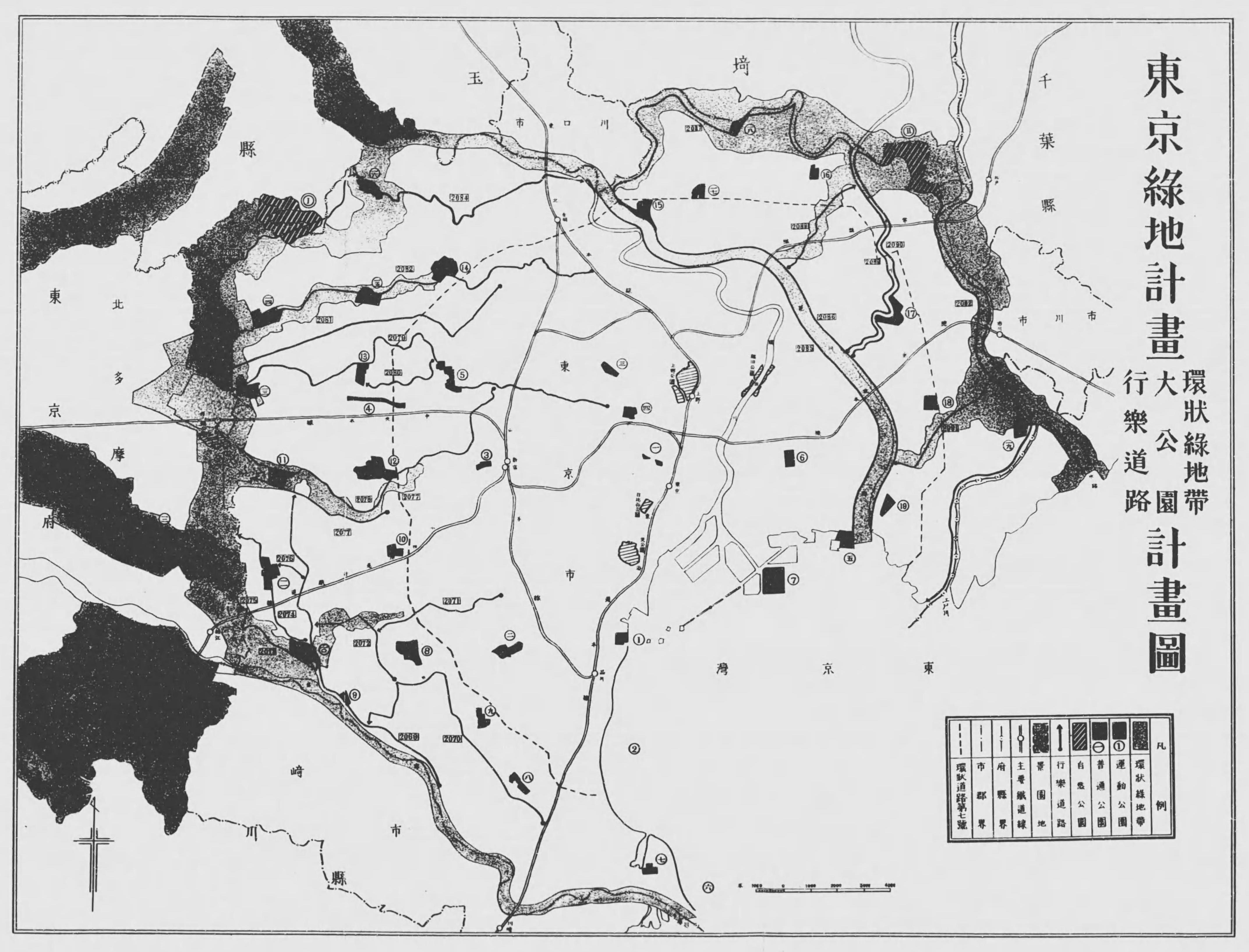
東京緑地計画（環状緑地・大公園・行楽道路）計画図,東京綠地計畫大綱,東京綠地計畫協議會 ,1939年（昭和14年）

## 環状緑地帯計画
東京緑地計画の中で最も重要な計画は、東京市の外周に緑地を設置する環状緑地帯計画（1939年（昭和14年）4月策定）で、この緑地帯から石神井川、善福寺川など都市河川沿いに設置された緑地帯が市街地に貫入するように設定されている。このような放射環状の緑地帯が当時の先進国の都市計画では理想形とされていた。環状緑地帯を計画した区域は民有地の田畑・山林であったが、その拠点部分については緑地として都市計画決定し実際に買収し、整備された。その他の環状緑地帯は法的根拠が与えられていなかったが、1941年（昭和16年）9月の防空法改正に伴う空地の指定制度創設により、東京では1943年（昭和18年）に、東京緑地計画の環状緑地帯を継承する形で防空法に基づく空地（空地帯：内環状・外環状・放射、各幅員200～300m、防空空地：一箇所1000坪程度）が指定された。
防空法に基づく空地は1946年（昭和21年）1月の防空法廃止に伴い法的根拠を失うことになる。1946年（昭和21年）9月に交付された特別都市計画法（昭和21年9月10日法律第19号）では、第三条で（主務大臣は）特別都市計画の施設として緑地地域を指定することができることを規定された（その後昭和29年特別都市計画法が廃止されてもなお，緑地地域については土地区画整理法施行法附則第2 項によって，当分の間その効力を有するものとされた。）。戦災復興院は1946年（昭和21年）9月27日に「緑地地域計画標準」を発し、緑地地域は市街地の外周部と内部に放射環状にとり「防空空地帯を指定された都市では、その指定区域を根拠として」指定するように指示している。しかし、大阪、名古屋など防空空地帯を指定していた都市は緑地地域への切り替えをせず、東京のみが東京緑地計画以来のグリーンベルト構想を堅持した。1948年（昭和23年）8月、防空空地帯を継承する形で緑地地域（面積18,010ha）が都市計画決定された。
ドッジラインによる見直し等による影響を受けて東京の戦災復興都市計画は縮小されていき、また、緑地地域では違反建築が続出し、その実態を追認するかのように指定解除の措置がとられていく。1969年（昭和44年）の新・都市計画法施行の際には、東京の緑地地域そのものが全廃されている。

## 大緑地
1940年（昭和15年）4月の都市計画法改正により、緑地は都市施設のひとつとして位置づけられ、環状緑地帯の拠点部分は都市計画緑地として都市計画決定され、都市計画事業として土地を買収し整備される。1940年（昭和15年）は紀元2600年に相当し、東京府はその記念事業という名目で砧、神代（現在の調布市）、小金井、舎人、水元、篠崎（現在の江戸川区）の6箇所に1箇所約100ha前後という広大な面積をもつ大緑地を造成することにし、府会で事業予算が可決され、内務省も国庫補助をすることになる。立地は「帝都防衛」と「市民の保健、休養に利用して体位の向上」の観点から、交通の便や緑地同士の間隔も考慮して選択された。公園緑地の整備に対する国庫補助は帝都復興事業以降では大蔵省が初めて認めたものである。
その後1942年（昭和17年） - 1945年（昭和20年）にかけて、22箇所が追加され、緑地は合計28箇所が都市計画決定されている。東京緑地計画の成案に軌を合わせ大阪、名古屋、神奈川などにおいても環状緑地帯構想の具体化が図られ、1940年（昭和15年）から1943年（昭和18年）にかけて大緑地が次々と都市計画決定され、続いて用地買収が開始された。大阪の鶴見緑地と服部緑地、名古屋の大高緑地、庄内緑地、横浜の保土ヶ谷緑地、川崎の等々力緑地など、今日日本の郊外市街地に存在する大規模公園はいずれもこの大緑地の遺産である。
戦後、これらの緑地は農地開放の対象とされ、小作人に払い下げられ民有地に戻されてしまった。東京では用地買収済み746haのうち62%、名古屋では830haのうち48%が払い下げられている。東京、名古屋、大阪などでは農地解放後、今日に至るまで長い時間をかけて一度、旧小作人に払い下げた土地を買い戻すことをしている。

## 緑地の分類（東京緑地計画協議会）
- 緑地

一 普通緑地
1.公園
イ 大公園
普通公園
運動公園
自然公園
ロ 小公園
近隣公園
児童公園
街園
公園に準ずるもの
イ 慰楽道路
ロ 連絡道路
2.墓苑
3.公開緑地
イ 第一種
神社境内地およびその付属苑地
寺院仏堂境内地およびその付属苑地
ロ 第二種
自然公物にして緑地として認定したるもの
直接公衆の用に供する国又は公共団体の施設にして緑地として認定したるもの
常時又は臨時に公開せらるる国又は公共団体の施設にして緑地として認定したるもの
ハ 第三種
共同園
私園
4.共用緑地
イ 学校園
ロ 団体園
共用緑地に準ずるもの
分区園
5.遊園地
二 生産緑地
1.普通農業地区
2.林業地区
3.牧野地区
4.漁業地区
三 緑地に準ずるもの
1.庭園
2.保存地
イ 第一種
天然保護区域
天然保護区域以外の史跡名勝天然記念物の指定地又は仮指定地
史跡名勝天然記念物の保存に関し主務大臣の定めたる地域
風致林
風致地区
その他
ロ 第二種
魚付林
その他
ハ 第三種
保安林
開墾制限又は禁止地
砂防指定地
河川法による権利制限地
要塞地帯および軍港要港の境域
その他
3.景園地

## 反対運動
住宅需要の高まりとともに、緑地指定され都市化に制約のあった地域住民等から規制縮小・撤廃を求める運動が起きた。1956年（昭和31年）の首都圏整備法で「近郊地帯」（グリーンベルト）が設定されることに対して北多摩を中心とする「東京都近郊地帯設定反対期成同盟」が結成された。